# Teucridium
Teucridium es un género monotípico de plantas con flores, pertenecientes a la familia de las lamiáceas, anteriormente se encontraba en las verbenáceas. Su única especie: Teucridium parvifolium Hook.f., Fl. Nov.-Zel. 1: 203 (1853), es originaria de Nueva Zelanda.

## Sinonimia
- Teucridium parvifolium var. luxurians Cheeseman, Man. New Zealand Fl.: 764 (1925).
- Teucridium parvifolium f. luxurians (Cheeseman) Moldenke, Phytologia 48: 444 (1981).[3]